# Frauen in der Physik
Frauen in der Physik behandelt bedeutende Physikerinnen sowie die Situation von Frauen innerhalb der Physik in Vergangenheit und Gegenwart.

## Geschichte

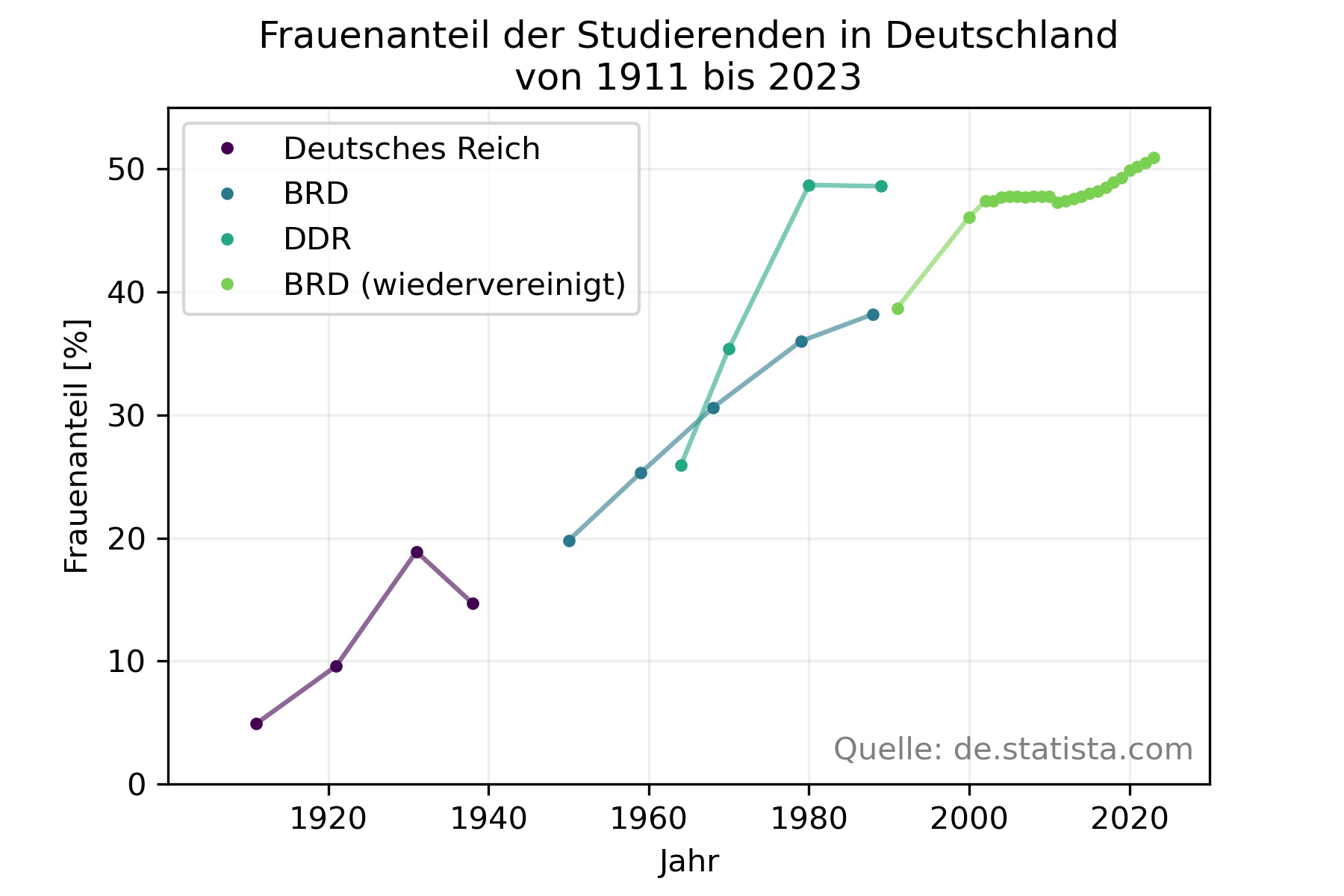
Frauenanteil der Studierenden in Deutschland von 1911 bis 2023 mit den Daten von de.statista.com.

Die Physik in ihrer heutigen experimentellen Form bildete sich ab dem 17. Jahrhundert vor allem durch Galileo Galilei und Isaac Newton heraus. Zu dieser Zeit wurden Frauen in den meisten Ländern ihre Menschenrechte in großem Umfang vorenthalten. Sie hatten kein Wahlrecht, keinen Zugang zu öffentlichen Ämtern, keine Berufsfreiheit und keine Eigentumsrechte. Durch diese Menschenrechtsverletzungen gab es in einem kapitalistischen System kaum Möglichkeiten, ohne die Unterstützung von Männern zu überleben. Auch ihr Recht auf Bildung wurde Frauen weitgehend vorenthalten. In Deutschland durften Jungen ab dem 18. Jahrhundert Gymnasien besuchen, wodurch sie die Hochschulreife erlangen konnten. Mädchen durften nur Höhere Töchterschulen besuchen, die die Erziehung „gefälliger Gattinnen“ und „geschickter und züchtiger Hausfrauen“ zum Ziel hatten. Die Hochschulreife war dagegen kein Bestandteil dieser Ausbildung. Im 19. und 20. Jahrhundert errangen Frauen in Deutschland und in vielen anderen Ländern im Zuge der Ersten Welle der Frauenbewegung das Wahlrecht, das Recht auf Erwerbstätigkeit, das Recht auf Bildung und das Recht, zu studieren. Seitdem ist der Frauenanteil bei den Studierenden in Deutschland nahezu stetig gestiegen und erreichte im Jahr 2020 erstmals die 50 %. Im Fach Physik stieg der Frauenanteil in Deutschland bisher auf ungefähr 30 %. Nach dem Metzler Lexikon Physik könne man aus einer größeren Frauenbeteiligung an der Physik in anderen Ländern im Vergleich zu Deutschland schließen, dass ein geringer Frauenanteil keine prinzipielle Ursache habe, sondern von den gesellschaftlichen Bedingungen herrühre.

## Auswahl bedeutender Physikerinnen

### 18. Jahrhundert
| |  |  |
| Physikerinnen des 18. Jahrhunderts Émilie du Châtelet – Laura Bassi – Mary Somerville Laura Bassi war Europas erste Physikprofessorin |  |  |

#### Émilie du Châtelet
Émilie du Châtelet (1706 geboren) übersetzte Newtons Principia  vom Lateinischen ins Französische sowie in die Notation der Infinitesimalrechnung und erläuterte den Text in zahlreichen Kommentaren, wodurch die Schrift erst für viele Menschen verständlich wurde. Sie führte außerdem das fundamentale Konzept der kinetischen Energie ein und vertrat konträr zu Newton korrekterweise die Ansicht, dass diese proportional zur Geschwindigkeit im Quadrat ist. Sie kritisierte die Stellung der Frauen in der Gesellschaft und schrieb in einem Kommentar in einer Übersetzung: „Wenn ich König wäre, ich würde einen Missbrauch abschaffen, der die Hälfte der Menschheit zurücksetzt. Ich würde Frauen an allen Menschenrechten teilhaben lassen, insbesondere den geistigen.“ 1746 wurde sie in die Akademie der Wissenschaften zu Bologna gewählt. In die Pariser Akademie wurden Frauen grundsätzlich nicht aufgenommen.

#### Laura Bassi
Laura Bassi (1711 geboren) wird wegen ihrer frühen großen Begabung heute oft als Wunderkind bezeichnet. Mit 21 Jahren legte sie eine öffentliche Doktorprüfung ab, woraufhin die Bologneser Akademie sie als Ehrenmitglied aufnahm (allerdings verfügte, keine weiteren Frauen mehr aufnehmen zu werden). Laura Bassi wurde daraufhin als erste Frau in Europa Professorin für Philosophie, worunter auch theoretische Teile der Physik fielen. Sie forschte und veröffentlichte unter anderem zum Boyle-Mariotte-Gesetz, zur Elektrizität und zur Hydromechanik und errichtete ein Observatorium. 1776 wurde sie Physikprofessorin.

#### Mary Somerville
Mary Somerville (1780 geboren) wurde als einzige formale Schulbildung ein Jahr im Internat ermöglicht. Sie brachte sich selbst heimlich Algebra und Euklidische Geometrie bei und beschäftigte sich mit Newtons Principia und Laplaces Mécanique céleste. Mit ihrem Wissen in Mathematik und Astronomie gewann sie die Anerkennung führender Forschender in Europa. 1831 publizierte Somerville als Auftragsarbeit eine Übersetzung von Mécanique céleste unter dem Titel The Mechanism of the Heavens in allgemeinverständlicher Sprache und Form, was ihr sofortige Berühmtheit einbrachte. 

### 19. Jahrhundert

#### Marie Curie
Marie Curie (1867 geboren) erhielt 1903 einen Physik-Nobelpreis, „als Anerkennung des außerordentlichen Verdienstes, den sie [Marie und Pierre Curie] sich durch ihre gemeinsamen Arbeiten über die von H. Becquerel entdeckten Strahlungsphänomene erworben haben.“
Da man Curie im Jahr 1890 in Warschau als Frau nicht erlaubte, zu studieren, studierte sie Physik und Mathematik in Frankreich. Zusammen mit ihrem Ehemann Pierre Curie entdeckte sie die Elemente Polonium und Radium. Sie engagierte sich für bessere Arbeitsbedingungen für Forschende und setzte sich für die Förderung weiblicher und ausländischer Studierender ein. Die Nobelpreisträgerin wurde als Frau für ihre Arbeit zunächst nicht bezahlt und noch 1911 wurde ihr die Aufnahme in die französische Akademie der Wissenschaften verweigert.

#### Henrietta Swan Leavitt
| |  |  |
| Physikerinnen des 19. Jahrhunderts Henrietta Swan Leavitt – Lise Meitner – Emmy Noether Lise Meitner war Deutschlands erste Physikprofessorin |  |  |

Henrietta Swan Leavitt (1868 geboren) beobachtete und katalogisierte vier Novae und tausende von Veränderlichen Sternen. Sie entdeckte die Perioden-Leuchtkraft-Beziehung bei Cepheiden, die es ermöglichte, die bestimmbare Entfernung von Sternen von 100 Lichtjahren auf 10 Millionen Lichtjahre zu erhöhen und entwickelte eine neue photographische Messtechnik, die internationale Anerkennung fand und unter dem Namen Harvard-Standard bekannt ist. Leawitt arbeitete am Harvard College Observatory mithilfe von Fotografien, weil sie als Frau das Teleskop nicht bedienen durfte und wurde die ersten sieben Jahre ihrer Arbeit nicht bezahlt.

#### Lise Meitner
Lise Meitner (1878 geboren) durfte als Mädchen in Österreich nur die Bürgerschule und nicht das Gymnasium besuchen und lernte im Selbststudium für die Matura, um im Hauptfach Physik zu promovieren. In ihrer folgenden Forschungsarbeit musste sie als Frau zunächst das Forschungsgebäude durch den Hintereingang betreten und wurde 6 Jahre lang für ihre Arbeit nicht bezahlt. Unter anderem in dieser Zeit entdeckten Lise Meitner und ihr Kollege Otto Hahn diverse Nuklide und das Element Protactinium. 1922 entdeckte Meitner ein Jahr vor Pierre Auger einen Elektronenübergang, der etwa die ersten 100 Jahre „Auger-Effekt“ und heute „Auger-Meitner-Effekt“ genannt wird. 1926 wurde sie die erste Physikprofessorin Deutschlands an der Berliner Universität.
Aufgrund ihrer jüdischen Abstammung floh Meitner 1938 nach Schweden, wo Hahn sie um eine Erklärung für seine experimentelle Entdeckung bat, die sie 1939 zusammen mit ihrem Neffen Otto Frisch veröffentlichte: Ein Uran-atomkern spaltet sich in zwei neue Atomkerne, die aber zusammen eine geringere Masse haben als der ursprüngliche Kern. Die restliche Masse wird als Energie frei, die Kernspaltung. 1945 erhielt Otto Hahn den Chemie-Nobelpreis für die experimentelle Entdeckung der Kernspaltung, obwohl Meitner Hahn hatte überreden müssen, überhaupt mit Uran zu experimentieren. Heute wird weitgehend eingeschätzt, dass Lise Meitner den Nobelpreis mindestens so sehr verdient gehabt hätte wie Hahn. (Z.B. von Ernst Fischer, Physiker und Wissenschaftshistoriker: „Sie hat das Wissen gehabt, Hahn hat nur die Versuche durchgeführt.“) Meitner blieb mit Hahn lebenslang freundschaftlich verbunden. Ihr persönliches, vorsichtiges Engagement galt dem Einsatz für den Frieden, der bedachten Nutzung der Kernenergie und der Gleichberechtigung der Frauen in den Wissenschaften.

#### Emmy Noether
Emmy Noether (1882 geboren) durfte als Mädchen in Bayern nicht das Gymnasium besuchen und besuchte daher eine Höhere Töchterschule, in der weder Latein, noch Naturwissenschaften, noch höhere Mathematik unterrichtet und auch nicht auf das Abitur vorbereitet wurde. Dennoch erwarb sie unter großer Eigenanstrengung 1903 das Abitur und beendete 1907 ihr Mathematikstudium mit einer Promotion der Note summa cum laude in der Invariantentheorie. Ungeachtet dessen durfte sie als Frau nicht offiziell Postdoktorandin werden und arbeitete deshalb zunächst ohne Bezahlung und inoffiziell. 1915 luden Felix Klein und David Hilbert Emmy Noether als Kollegin nach Göttingen ein und unterstützten sie, einen Antrag auf Habilitation zu stellen. Dieser wurde jedoch aufgrund ihres Geschlechts abgelehnt. 1918 veröffentlichte Noether ihren Artikel Invariante Variationsprobleme, in dem sie einen der fundamentalsten Zusammenhänge der theoretischen Physik herleitete, den zwischen Symmetrien und Erhaltungsgrößen (Noether-Theorem). Damit gelang ihr auch, der Relativitätstheorie die Energieerhaltung hinzuzufügen, was Albert Einstein oder David Hilbert nicht gelungen war. Die Folgen ihres Theorems gehen aber noch darüber hinaus. Sie zeigte damit, dass in einem Universum, das über größte Zeitskalen nicht zeitinvariant ist, Energieerhaltung gar nicht mehr gilt. Im selben Jahr konnten sich Frauen wie Noether in der Weimarer Republik erstmals habilitieren, sodass sie 1923 ihren ersten (sehr gering) bezahlten Lehrauftrag bekam. Eine ordentliche Professur erhielt sie nie, im Gegensatz zu ihrem mathematisch weniger bedeutenden jüngeren Bruder Fritz Noether. Emmy Noether lebte sehr sparsam von einer Erbschaft. 1920 begann sie ihre Arbeiten in Abstrakter Algebra, mit der sie die Moderne Algebra begründete. Noether revolutionierte die Theorie der Ringe, Körper und Algebren.

#### Marietta Blau
Marietta Blau (1894 geboren) arbeitete nach ihrer Promotion als unbezahlte wissenschaftliche Mitarbeiterin der Österreichischen Akademie der Wissenschaften. Forschungsaufenthalte im Ausland wurden ihr durch ein Stipendium des Verbandes der Akademikerinnen Österreichs ermöglicht. Sie und ihre Mitarbeiterin Hertha Wambacher identifizierten mithilfe der photographischen Methode die Bahnspuren von Alphateilchen und Protonen und bestimmten deren Energie. 1937 gelang ihnen die Aufnahme von Spuren kosmischer Strahlung. 1938 emigrierte Blau aufgrund ihrer jüdischen Abstammung aus Österreich, wo ihre Kollegen ihre zurückgelassenen Arbeiten weiterführten und zum Teil publizierten, ohne ihren Namen zu erwähnen. Erwin Schrödinger schlug Blau zusammen mit Wambacher für den Physik-Nobelpreis vor. Diesen erhielt jedoch Cecil Powell, dessen Arbeit wesentlich durch die von Blau und Wambacher inspiriert worden waren, was er in seiner Nobelpreisansprache nicht erwähnte.

#### Irène Joliot-Curie
Irène Joliot-Curie (1897 geboren) entdeckte zusammen mit ihrem Mann Frédéric Joliot-Curie die künstliche Radioaktivität, d. h. die Herstellung radioaktiver Isotope durch den Beschuss stabiler Elemente mit z. B. Alphastrahlung, wofür die beiden 1935 den Chemie-Nobelpreis erhielten. Irène Joliot-Curie, die Tochter von Marie und Pierre Curie engagierte sich stark im Antifaschismus und in der Frauenbewegung. Die Nobelpreisträgerin bewarb sich vier Mal um einen Sitz in der französischen Akademie der Wissenschaften, um die frauenfeindliche Tradition dieser Institution anzuprangern, und wurde jedes Mal abgelehnt. 1936 trat sie als Staatssekretärin für Wissenschaft und Forschung drei Monate in die Regierung ein, um ein Zeichen zu setzen. Zu dieser Zeit wurde Frauen in Frankreich ihr Wahlrecht vorenthalten.

### 20. Jahrhundert

#### Maria Goeppert-Mayer
Maria Goeppert-Mayer (1906 geboren) erhielt 1963 einen Physik-Nobelpreis „für ihre Entdeckung der nuklearen Schalenstruktur.“ Goeppert-Mayer beschrieb in ihrer Dissertation erstmals die Zwei-Photonen-Absorption, woraufhin eine physikalische Einheit nach ihr benannt wurde. Sie durfte nicht Professorin werden, weil ihr Mann bereits Professor war. Bei ihrer Arbeit über den Ursprung der Elemente bemerkte Maria Goeppert-Mayer, dass bestimmte Atomkerne besonders häufig und damit stabil sind, was an die Schalenstruktur der Elektronen im Atom erinnert. Sie fand weitere Kerneigenschaften, die für ein Schalenmodell für Atomkerne sprachen und veröffentlichte 1949 ihr Modell. Unabhängig von ihr hatte Hans Jensen zum ähnlichen Zeitpunkt das gleiche Modell entwickelt, mit dem sie danach eine freundschaftlich-kollegiale Beziehung aufbaute und mit dem zusammen sie den Nobelpreis bekam.

#### Chien-Shiung Wu
|                                                                                                |  |  |
| Physikerinnen des 20. Jahrhunderts Chien-Shiung Wu – Margaret Burbidge – Rosalyn Sussman Yalow |  |  |

Chien-Shiung Wu (1912 geboren) besuchte eine der ersten Schulen für Mädchen in China. 1956 gelang ihr im Wu-Experiment der Nachweis der Raumspiegelsymmetrie-verletzung. D.h. Wu bewies als erste experimentell die theoretische Hypothese von Tsung-Dao Lee und Chen Ning Yang, dass die bis dato Annahme der universalen Raumspiegelsymmetrie in der Quantenmechanik falsch ist. Eine quantenmechanische Wellenfunktion verhält sich tatsächlich nicht immer gleich, wenn alle Raumkoordinaten invertiert, d. h. gespiegelt werden. Als Lee und Yang 1957 den Physik-Nobelpreis erhielten, meinten viele Fachleute, dass Chien-Shiung Wu zu Unrecht leer ausgegangen sei. 2013 wurde die Vernachlässigung in der Zeitschrift National Geographic als eines von sechs Beispielen von Wissenschaftlerinnen genannt, die die ihnen zustehende Anerkennung aufgrund von Sexismus in den Naturwissenschaften nicht bekamen. Wu erhielt zahlreiche andere hohe Auszeichnungen.

#### Bibha Chowdhuri
Bibha Chowdhuri (1913 geboren) erforschte kosmische Strahlung mit Fotoplatten auf dem Himalaya. Die aufgrund eines Embargos eingestellten Forschungen Bibha Chowdhuris und ihres Kollegen Debendra Mohan Bose wurden von Cecil Powell weitergeführt und führten zur nobelpreisgeehrten Entdeckung des Pions. Chowdhuris Dissertation über hochenergetische Komponenten der kosmischen Strahlung beeindruckte die Prüfer so sehr, dass sie sie für eine Stelle am Tata Institute of Fundamental Research empfahlen. Sie trug zur Entdeckung hochenergetischer Myonen bei und arbeitete am Aufbau des Kolar Gold Field Experiments mit, das zum ersten Nachweis atmosphärischer Neutrinos führte.

#### Margaret Burbidge
Margaret Burbidge (1919 geboren) wurde nach ihrem Doktor in Astronomie und Mathematik am UCL für eine Postgraduiertstelle abgelehnt, weil die Arbeit Besuche am Mount Wilson Observatory beinhaltet hätte, das Frauen nicht benutzen durften. Zusammen mit ihrem Ehemann Geoffrey Burbidge, sowie William Alfred Fowler und Fred Hoyle veröffentlichte sie wichtige Artikel über die stellare Nukleosynthese, also darüber, dass chemische Elemente durch eine Reihe von Kernreaktionen in Sternen erzeugt werden. Margaret Burbidge ist Erstautorin des wichtigsten Artikels, dem B2FH, den sie schrieb, während sie schwanger war. Als Fowler 1983 den Physik-Nobelpreis für die gemeinsamen Ergebnisse bekam, bekundete er Überraschung, dass Margaret Burbidge nicht geehrt wurde. Der Freund des Ehepaars riet Margaret (der observierenden Astronomin) sich abermals am Mt. Wilson zu bewerben und Geoffrey (dem Theoretiker) zum Caltech. Nachdem Margaret Burbidge zum zweiten Mal aufgrund ihres Geschlechts abgelehnt wurde, tauschte das Ehepaar Bewerbungen und erhielt jeweils die andere Stelle. So konnte sie das Teleskop des Mt. Wilson benutzen, indem sie ihren Mann „als seine Assistentin“ begleitete. Als das Observatorium dahinter kam, ließen sie Burbidge gewähren. In den 1960er und 1970er Jahren maß Margaret Burbidge die Massen, Kompositionen, und Rotationskurven von Galaxien und führte frühe spektroskopische Studien an Quasaren durch. Sie entdeckte unter anderem den Quasar QSO B1445+101, womit sie von 1974 bis 1982 das weit entfernteste Objekt jemals entdeckt hatte. 1972 wurde Burbidge Direktorin des Royal Greenwich Observatory. Seit 300 Jahren war dieser Posten immer mit dem Titel Astronomer Royal einhergegangen, Margaret Burbidge erhielt ihn nicht. Sie setzte sich gegen (auch positive) Diskriminierung von Frauen ein. 1972 lehnte sie einen nur für Frauen bestimmten Preis der American Astronomical Society (AAS) ab, woraufhin die AAS ihre erste Versammlung zum Status von Frauen in der Astronomie jemals abhielt. 1984 erhielt sie die Henry Norris Russell Lectureship, die höchste Ehrung der AAS, unabhängig vom Geschlecht.

#### Rosalyn Sussman Yalow
Rosalyn Sussman Yalow (1921 geboren) war eine Physikprofessorin am Hunter College in New York. Sie forschte am Nachweis von Peptiden im Blut. Zusammen mit ihrem Kollegen Solomon Aaron Berson entwickelte sie Messmethoden für Globine und andere Serumproteine und entdeckte, dass Diabetiker Antikörper gegen tierische Insulinpräparate bilden. Daraus leitete das Team Methoden zur Messung des Insulinspiegels im Blut ab, die zum Radioimmunassay führten, einer Methode, die heute weltweit in medizinischen Labors eingesetzt wird. Sussman Yalow und Berson ließen ihre Erkenntnisse nicht patentieren, damit sie allgemein verfügbar sind. 1977 erhielt Sussman Yalow den Medizin-Nobelpreis. Ihr Freund und Kollege Berson war bereits verstorben. Sussman Yalow ließ ihr Labor in das Solomon A. Berson Research Laboratory umbenennen, damit sein Name weiter auf den von ihr publizierten Artikeln stehen würde.

#### Vera Rubin
|                                                                                    |  |  |
| Physikerinnen des 20. Jahrhunderts Vera Rubin – Jocelyn Bell Burnell – Deborah Jin |  |  |

Vera Rubin (1928 geboren) erwarb trotz Entmutigungen durch ihren High-School-Lehrer einen Bachelor in Astronomie. Den Master ließ Princeton sie im Jahr 1948 als Frau nicht machen, sodass sie ihn in Cornell erwarb, wo sie als eine der ersten Abweichungen von Galaxien vom Hubble-Fluss feststellte und Beweise für die Supergalaktische Ebene lieferte. In 1954 vollendete sie ihre Dissertation an der George Washington University. Ihr ganzes Studium lang begegnete ihr immer wieder Sexismus. Beispielsweise konnte sie sich nicht mit ihrem Betreuer in seinem Büro treffen, weil Frauen sich in diesem Teil der Universität nicht aufhalten durften.
In 1965 bewarb sie sich für Observationen am Palomar Observatory, obwohl das Gebäude keine Frauentoiletten hatte. Sie schnitt ein Dreieck aus Papier aus, kleibte es an das „Männchen-Symbol“ an eine der Türen und wurde die erste Astronomin, die am Palomar observierte. Ihre Forschung zeigte, dass Spiralgalaxien so schnell rotieren, dass sie eigentlich auseinander fliegen müssten, wenn nur die Gravitation ihrer Bestandteile sie zusammenhielte. Da sie aber intakt bleiben, musste eine große ungesehene Masse sie zusammenhalten. Sie berechnete, dass Galaxien mindestens 5 bis 10 Mal so viel dunkle Materie wie Materie enthalten müssen. Ihre Resultate wurden in den nachfolgenden Dekaden bestätigt und waren damit die ersten überzeugenden, die die Theorie der dunklen Materie unterstützten. Rubin entdeckte außerdem, dass sich manches Gas und manche Sterne in Galaxien entgegen der Drehrichtung der restlichen Masse bewegt, was vorherrschende Theorien infrage stellte und das Wissen um die Entstehung von Galaxien und Galaxienverschmelzung expandierte.
Sie engagierte sich zusammen mit Margaret Burbidge für mehr Anerkennung von Frauen in den Naturwissenschaften. Vera Rubin erhielt nie einen Nobelpreis, was teilweise als zu Unrecht eingestuft wird,
jedoch zahlreiche andere Ehrungen. Unter anderem wurde das Vera C. Rubin Observatory nach ihr benannt, in Anerkennung ihrer Beiträge zur Erforschung der Dunklen Materie und ihres starken Eintretens für die Gleichbehandlung und Repräsentation von Frauen in der Wissenschaft.

#### Sau Lan Wu
Sau Lan Wu (in den 1940ern geboren) studierte Physik am Vassar College in New York, worüber sie und andere Studierende ins Weiße Haus eingeladen wurden. Beim Besuch des Supreme Courts begegnete ihr zum ersten Mal rassistische Diskriminierung, als sie sich bei den Toiletten zwischen „schwarz“ und „weiß“ entscheiden musste. Sie ist eine der Entdeckerinnen und Entdecker des Gluons, also des Austauschteilchens der starken Wechselwirkung. Wus Team war eins der ersten amerikanischen Forschungsgruppen, die der ATLAS Kollaboration am CERN beitrat um das Higgs-Boson nachzuweisen. 2012 vermeldete CERN die statistisch signifikante Entdeckung eines Teilchens, das mit den vorhergesagten Eigenschaften des Higgs-Bosons konsistent ist. Eine Entdeckung, die das Standardmodell des Universums komplettierte. Sau Lan Wu wird als eine der bedeutendsten Mitwirkenden angesehen.

#### Jocelyn Bell Burnell
Jocelyn Bell Burnell (1943 geboren) bemerkte im November 1967 als Doktorandin der Physik in Cambridge eine Anomalie auf ihren Linienschreiber-papieren, die sich mit den Sternen bewegte. Sie musste händisch die Papiere durchgehen und fand nach drei Monaten das im August aufgenommene Signal. Sie ermittelte, dass das Signal mit großer Regelmäßigkeit pulsierte. Die Quelle war der Pulsar (d. h. schnell rotierende Neutronenstern) namens PSR B1919+21. Bell Burnell hatte mit anderen das Radioteleskop für die Entdeckung gebaut und teilweise bis zu 29 Meter Daten pro Nacht gesichtet. Sie sagte später aus, dass sie ihren Doktorvater Antony Hewish ausdauernd überzeugen musste, dass es sich um ein echtes Signal handele, da er insistierte, das Signal sei nur ein Interferenzartefakt. Außerdem habe es wiederholte Treffen zwischen ihm und Martin Ryle über das Thema gegeben, von denen sie Bell Burnell ausschlossen. 1974 bekamen Hewish und Ryle den Nobelpreis für die Entdeckung. Die Auslassung Bell Burnells bei der Ehrung wurde und wird kritisiert.
Jocelyn Bell Burnell arbeitete, leitete und lehrte an zahlreichen Universitäten und Observatorien und war Präsidentin verschiedener Institute. 2018 bekam sie den Special Breakthrough Prize in Fundamental Physics im Wert von 3 Millionen Dollar. Sie spendete das gesamte Geld, um es Frauen, unterrepräsentierten Minderheiten und Geflüchteten zu ermöglichen, Physik zu studieren. In einer Rede in Harvard berichtete Bell Burnell 2020 von der damaligen „ekelhaften“ Berichterstattung der Entdeckung der Pulsare. Hewish seien Fragen zu Astrophysik gestellt worden, ihr wie viele Beziehungen sie schon gehabt habe, welche Haarfarbe sie habe und ob sie für die Fotos ein paar Knöpfe ihrer Bluse öffnen könne.

#### Anne L’Huillier
| Marie_Curie_(1900)_(cropped)                                                                                         | Maria Goeppert-Mayer |                 |
| |                      | Anne L’Huillier |
| Nobelpreisträgerinnen der Physik Marie Curie – Maria Goeppert-Mayer – Donna Strickland Andrea Ghez – Anne L’Huillier |                      |                 |

Anne L’Huillier (1958 geboren) erhielt 2023 einen Physik-Nobelpreis „für experimentelle Methoden, die Attosekunden-Lichtimpulse zur Untersuchung der Dynamik von Elektronen in Materie erzeugen.“ L’Huillier entwickelte zunächst mittels High Harmonic Generation extrem kurze Lichtpulse. 2003 erzeugte die von ihr geleitete Forschungsgruppe den weltweit kürzesten Laserpuls mit 170 Attosekunden. Mit diesen Pulsen wiederum studiert L’Huillier ultraschnelle Dynamiken von Elektronen in Atom- oder Molekülsystemen, beispielsweise während chemischer Reaktionen. Damit pionierte sie den Fachbereich der Attochemie. In einem Artikel der American Physical Society wird L’Huillier mit den Worten zitiert: „Mein Rat an Frauen: Hört nicht auf Kommentare wie: „Oh, du hast diesen Job nur bekommen, weil du eine Frau bist.“ Wir müssen umso selbstbewusster sein. Meine ganze Karriere lang hatte ich mit solchem Sexismus zu kämpfen. Erst jetzt im Alter und vor allem nachdem ich den Wolf-Prize bekommen habe, habe ich endlich das Gefühl, nichts mehr beweisen zu müssen.“

#### Donna Strickland
Donna Strickland (1959 geboren) erhielt 2018 einen Physik-Nobelpreis „für bahnbrechende Erfindungen im Bereich der Laserphysik.“ Während ihres Studiums war sie eine von drei Frauen in einer Klasse von 25 Studierenden. In ihrer Dissertation entwarf und entwickelte sie die Chirped Pulse Amplification, die heute gängigste Methode, um hohe Laserintensitäten zu erzeugen. Außerdem entwickelte sie die „multi-frequency Raman generation“, ein System zur Erzeugung ultrakurzer Femtosekunden-Laserpulse.
2023 veröffentlichte Brian Keating ein Interview mit ihr, in dem sie sagt: „Es wird erst weltweit Geschlechtergerechtigkeit geben, wenn wir auch Männer Kinder und Alte betreuen lassen. Ich denke nicht, dass Frauen fürsorglicher sind als Männer, und ich halte das für ebenso beleidigend wie zu sagen, Frauen seien nicht so schlau wie Männer. Wenn alles gleich wäre und jeder seinen Teil täte, dann hätte jede Person die gleiche Chance.“

#### Andrea Ghez
Andrea Ghez (1965 geboren) erhielt 2020 einen Physik-Nobelpreis „für die Entdeckung eines supermassiven kompakten Objekts im Zentrum unserer Galaxie.“ Sie observierte mithilfe neuer Techniken in der Infrarotastronomie mehrere Jahre lang die Bewegung der Sterne im Zentrum der Milchstraße am Keck-Observatorium auf Hawaii. Damit gelang Andrea Ghez der Nachweis eines Schwarzen Lochs mit mehr als 4 Millionen Sonnenmassen. Reinhard Genzel führte mit Beobachtungen am Very Large Telescope in Chile ebenfalls den Beweis für das supermassereiche Schwarze Loch und die beiden bekamen zusammen den Nobelpreis. In einem Interview bezüglich ihrer Ehrung sagte sie: „Starke Rollenvorbilder zu haben ist wirklich wichtig, Abbildungen der ganzen Bandbreite an Forschenden, in verschiedenster Art. Ich bin sehr dankbar dafür, dass mir meine Eltern Biografien von Marie Curie und Amelia Earhart gegeben haben, das hat mich wirklich inspiriert.“

#### Deborah Jin
Deborah Jin (1968 geboren) stellte das erste quantendegenerierte Gas fermionischer Atome jemals her. Die entscheidende Technik war, Natriumatome in zwei verschiedenen Hyperfeinzuständen zu verwenden, um elastische Kollisionen, die in der Verdunstungskühlung nötig sind, wieder zu ermöglichen. Fermionen im gleichen Hyperfeinzustand wechselwirken nämlich im Gegensatz zu Bosonen bei tiefsten Temperaturen nicht mehr. 2003 gelang Jin und ihrem Team weiterhin die Kondensation von Fermionenpaaren (die dann wieder Komposit-Bosonen sind) in ein Bose-Einstein-Kondensat (BEC), sowie die erste Beobachtung eines kontinuierlichen Übergangs von einem BEC in ein BCS, d. h. Bardeen-Cooper-Shrieffer System mithilfe von Feshbach-Resonanzen. Mithilfe einer Spektroskopiemethode lieferten sie erste experimentelle Evidenz für eine Pseudolücke im BEC-BCS-Übergang. Deborah Jin gewann zahlreiche renommierte Preise. Der Dissertationspreis im Fachbereich „Atomphysik, Molekülphysik und Optik“ der APS wurde nach ihrem Tod 2016 in den „Deborah Jin Award“ umbenannt.

## Situation in den einzelnen Ländern

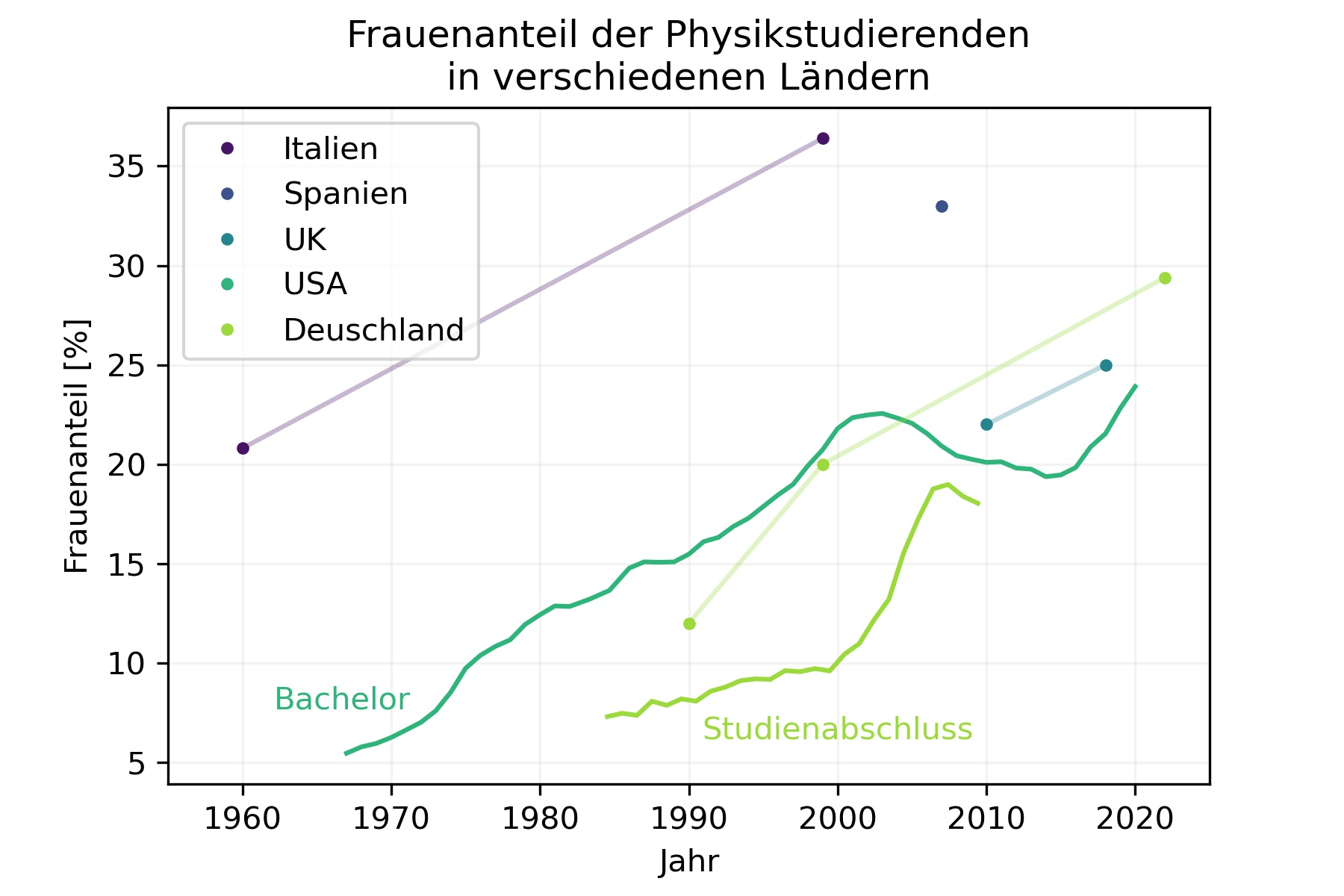
Frauenanteil der Physikstudierenden in verschiedenen Ländern zwischen 1960 und 2023. USA: Frauenanteil der Bachelorabschlüsse (Moving Average, N=3), Deutschland: Sowohl Anteil der Physikstudentinnen als auch Frauenanteil der Studienabschlüsse (Moving Average, N=3). Die Linien, die die Punkte verbinden, sind nur dazu da, die Zugehörigkeit zu den Datensets besser sichtbar zu machen. Der zeitliche Verlauf kann völlig anders gewesen sein.

Die Situation von Physikerinnen ist in verschiedenen Ländern unterschiedlich und hängt von den gesellschaftlichen Bedingungen ab.
In westlichen Ländern steigt der Frauenanteil in der Physik seit der durch die Frauenbewegung erreichten Beseitigung massiver sozialer Ungleichheiten mit der Zeit an. Der Anstieg ist jedoch später und/oder weniger schnell als in anderen Fachbereichen und erreichte bisher noch in keinem westlichen Land die 50 %.
Länder wie Frankreich, Italien und Spanien haben tendenziell einen höheren Frauenanteil in Physik auf allen Karrierestufen und dort nimmt der Anteil mit höherer Qualifikation weniger stark ab als in Ländern wie Deutschland, Großbritannien und den USA.
Im Gegensatz zu den westlichen Ländern liegt der Anteil der Physikstudentinnen in Ländern, in denen die Mehrheit der Menschen muslimischen Glaubens ist, gemeinhin über 50 %. In diesen Ländern werden die Geschlechter meist getrennt unterrichtet, sodass sich Frauen in keinem Fach aufgrund ihres Geschlechts deplatziert fühlen können. Da die Physik in muslimischen Kulturen als ein Fachgebiet angesehen wird, das sozialen Zielen dient, lässt sie sich dort auch mit der Religion und der Geschlechterrolle der Frau gut vereinbaren. Nach der Universität ändern sich die Erwartungen an Frauen in diesen Ländern allerdings tendenziell dramatisch, sodass der Frauenanteil in der Arbeitswelt im Physikbereich wieder deutlich abnimmt. Die starke Korrelation des Frauenanteils im Physikstudium mit der Kultur zeigt jedoch nach Meinung von Heba EL-Deghaidy, dass Frauen eher Physik studieren und das Studium erfolgreich abschließen, wenn dies der Geschlechterrolle von Frauen in ihrem Kulturraum nicht entgegensteht.

### Deutschland
In Deutschland stieg der Anteil der Studienanfängerinnen im Fach Physik von 12 % im Jahr 1990, über ca. 20 % im Jahr 1999 auf ca. 30 % in den Jahren 2021–2024. Er sinkt aber tendenziell mit steigender Qualifikationsstufe. In einer Fragebogenuntersuchung der DPG aus den Jahren 2000/2001 zeigten sich kaum Geschlechterunterschiede in den Berufsfeldern, wie die folgende Tabelle zeigt.
| Berufsfeld    | Öffentliche Forschung | Privatwirtschaftliche Forschung | Industrie und Wirtschaft | Andere (z. B. Schulen, Ämter, Behörden, freiberuflich) |
| ------------- | --------------------- | ------------------------------- | ------------------------ | ------------------------------------------------------ |
| Physikerinnen | 54,3 %                | 11,1 %                          | 14,7 %                   | 19,9 %                                                 |
| Physiker      | 51,4 %                | 15,8 %                          | 12,8 %                   | 20 %                                                   |

Differenzierungen ergaben sich jedoch in den verschiedenen Altersgruppen. Bei den über 45-jährigen Physikerinnen und Physikern arbeiteten Frauen verstärkt als Lehrerinnen und in sonstigen Behörden, Männer häufiger in der –  besser bezahlten – privatwirtschaftlichen Forschung und Entwicklung. Außerdem waren Frauen seltener in leitenden Positionen tätig. Von den Physikerinnen und Physikern in der Forschung etwa arbeiteten 42,7 % der Männer und 23,1 % der Frauen in Leitungsfunktionen. Bereits in jüngeren Jahren hatten Männer höhere Chancen auf leitende Positionen. Frauen arbeiteten häufiger in Teilzeit, was mit weniger Aufstiegsmöglichkeiten und Karrierechancen verbunden ist. Dies sei, so die Studie, nicht allein auf die Familienplanung zurückzuführen, sondern sei eine Form der Diskriminierung, da es auch auf Frauen zuträfe, die keine Kinder hatten. Die deutlichsten Unterschiede zwischen Physikerinnen und Physikern zeigten sich beim Einkommen. Frauen verdienten deutlich weniger als Männer, selbst dann, wenn sie in leitenden Positionen tätig waren. Die Auswertung der Befragung ergab folgende Verteilung:
| Monatseinkommen in DM | bis 7000 | 7000 bis 10.000 | über 10.000 |
| --------------------- | -------- | --------------- | ----------- |
| Physikerinnen         | 54,8 %   | 38,8 %          | 06,9 %      |
| Physiker              | 35,2 %   | 41,4 %          | 23,3 %      |

Männern mit Kindern wurde am meisten Geld gezahlt, gefolgt von Männern ohne Kinder, gefolgt von Frauen ohne Kinder, und Frauen mit Kindern bekamen am wenigsten Geld. Die Zahlen zur privaten Lebenssituation und Lebensplanung ergaben, dass für Physikerinnen Beruf und Kinder oft schwer zu vereinbaren sind, während dies für die männlichen Kollegen nicht der Fall ist. 70,6 % der berufstätigen Physikerinnen hatten oder wollten keine Kinder, bei den Physikern betrug dieser Anteil 49,1 %. Im Hinblick auf die soziale Herkunft wurde deutlich, dass die Abhängigkeit der beruflichen Chancen vom Bildungsstand der Eltern bei Physikerinnen besonders hoch ist. Möglicherweise werden Mädchen in ihrem Interesse an der Physik in einem Elternhaus mit höherem Bildungsniveau stärker unterstützt, so die Autorinnen der Studie. Mit zunehmendem Alter äußerten die befragten Physikerinnen wesentlich häufiger  Unzufriedenheit mit der beruflichen Situation, was mit der im Lauf der beruflichen Karriere zunehmenden Ungleichheit konsistent ist.

### USA
In den USA stieg der Frauenanteil der Bachelorabschlüsse in Physik von circa 6. % im Jahr 1970 über circa 18 % im Jahr 1995 auf circa 25 % im Jahr 2020. Laut einem Statement der American Physical Society sind eine verzerrte Wahrnehmung durch sexistische Vorurteile und Stereotype, Diskriminierung und sexuelle Belästigung die Hauptgründe für diese Unterrepräsentation von Frauen. Dabei seien Frauen of color, Frauen mit Behinderung und queere Frauen besonders betroffen.

### Großbritannien
In Großbritannien stieg der Anteil der Physikstudentinnen von 22 % im Jahr 2010 auf 25 % im Jahr 2018. Dort waren 2018 23 % der einheimischen Physikstudierenden weiblich, im Gegensatz zu 31 % der Physikstudierenden aus dem restlichen Europa und 30 % der Physikstudierenden aus der restlichen Welt. Der Anteil der Doktorandinnen in Physik lag bei 25 %.

### Italien
Der Frauenanteil der Physikstudierenden in Italien war 1960 bereits 20,8 %, stieg bis 1999 auf 36,4 %, und verblieb seit dem bei 30–40 %.

### Spanien
2007 waren 33 % der Bachelorstudierenden der Physik in Spanien Frauen.

### Iran
Zwischen 2012 und 2015 stieg der Anteil der Doktorandinnen in Physik in Iran von 39 % auf 47 %. 2015 waren 60 % der Bachelor- und Masterstudierenden in Physik Frauen.

## Gründe für eine Unterrepräsentation
Frauen sind in den westlichen Ländern bisher in MINT-Fächern wie der Physik unterrepräsentiert, obwohl Studien darauf hinweisen, dass Frauen und Männer dieselbe Eignung für Mathematik und Naturwissenschaften haben. Weibliche und männliche Babys unter 6 Monaten erbringen in Studien dieselbe Leistung in Aufgaben, denen mathematische Fähigkeit zugrunde liegt. Je höher die Chancengleichheit in einem Land ist, desto geringer sind die Geschlechterunterschiede bezüglich z. B. der besten Kinder im Mathematikunterricht. Geschlechtsunterschiede in kognitiver Leistung sind mit großer Sicherheit das Resultat sozialer und kultureller Faktoren. Im Folgenden werden in der Wissenschaft vermutete Gründe für eine Unterrepräsentation von Frauen in MINT-Fächern wie der Physik gelistet. Ähnliche Mechanismen gelten auch für z. B. Arbeiterkinder und Menschen bestimmter ethnischer Minderheiten. Die Studien und Aussagen beziehen sich hauptsächlich auf westliche Länder.

### Konstruktion der Physik als ein „männliches Fach“

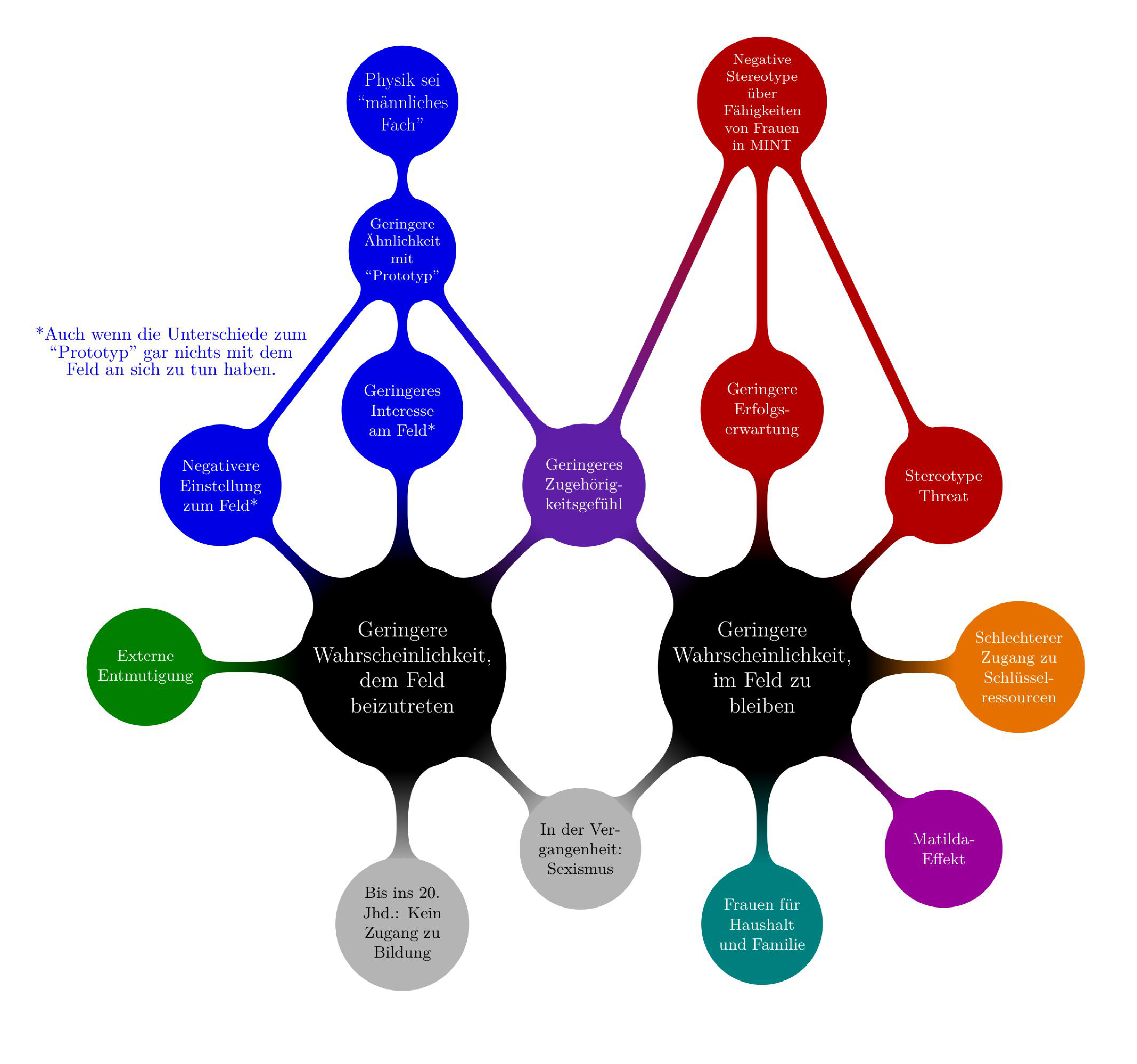
In der Wissenschaft genannte mögliche Gründe für eine bisher noch bestehende Unterrepräsentation von Frauen in Physik.

Laut Studien assoziieren junge Menschen die meisten naturwissenschaftlichen Karrieren tendenziell mit Männlichkeit und Kinder sehen Naturwissenschaften als „etwas für Jungen“ an. Wissenschaftliche Ergebnisse legen nahe, dass sich Menschen „Naturwissenschaftler“ und „Mathematiker“ im Durchschnitt als weiße Männer der Mittelschicht vorstellen. Außerdem nehmen Befragte MINT-Berufe als eher individualistisch wahr, d. h. als ob sie wenig Zusammenarbeit beinhalteten und es kein Bestandteil wäre, anderen zu helfen, was mit dem westlichen Rollenbild der Frau kollidiert.
Die Wahrnehmung der Physik als besonders männliches Fach stellt laut zahlreicher Studien für die Identifikation von Frauen als Physikerinnen eine besonders große Herausforderung dar. Es wird vermutet, dass die androzentristische Konstruktion von Vernunft, Intellekt und Wettbewerb als „männlich“, z. B. während der Aufklärung, diese Assoziation zwischen Physik und Männlichkeit aufgebaut und aufrechterhalten hat.

### Ähnlichkeit mit Prototyp
Für Personen in akademischen Feldern (so wie für alle sozialen Gruppen) haben Menschen im Allgemeinen ein ideales Gruppenmitglied im Kopf. Also einen Prototyp, der die Eigenschaften und Attribute der Gruppe verkörpert. Wie groß man den Überlapp zwischen sich selbst und diesem Prototyp einschätzt, geht mit einer positiven Einstellung zum akademischen Feld und Interesse in diesem Bereich einher, selbst dann, wenn die gemeinsamen oder unterschiedlichen Eigenschaften gar nichts mit dem Feld an sich zu tun haben und auch dann, wenn auf andere soziale Faktoren, wie z. B. Erfolgserwartung kontrolliert wird. Laut verschiedener Studien ist eine geringe gefühlte Ähnlichkeit (z. B. durch die Konstruktion der Physik als ein „männliches Fach“) demnach einer der wichtigsten Prädiktoren dafür, dass Frauen seltener MINT-Fächer (wie die Physik) wählen.

### Zugehörigkeitsgefühl
Menschen werden im Allgemeinen stark durch das Bedürfnis motiviert, soziale Bindungen aufzubauen und sich anderen zugehörig zu fühlen. Personen, die stärker das Gefühl haben, zu einem akademischen Feld dazuzugehören, sowie dort hinzugehören, (hier abgekürzt mit Zugehörigkeitsgefühl), erzielen in der Regel bessere akademische Ergebnisse, fühlen sich akademisch kompetenter und haben ein positiveres Selbstwertgefühl. Ein niedrigeres Zugehörigkeitsgefühl geht mit niedrigeren Absichten einher, dem Feld beizutreten und in ihm zu bleiben.  Mögliche Gründe für ein geringeres Zugehörigkeitsgefühl von Frauen in MINT und Physik sind:
- Negative Stereotype über die Fähigkeiten von Frauen und Mädchen im MINT-Bereich (und vor allem in der Physik) und ein dadurch ausgelöstes Gefühl, nicht dort hinzugehören.[83]
- Eine geringe gefühlte Ähnlichkeit und ein dadurch ausgelöstes Gefühl, nicht dazuzugehören. Es ist eine generelle menschliche Eigenschaft, Personen zu meiden, die einem unähnlich sind, was im Fall von Frauen in einer männerdominierten Physik in beide Richtungen geht. Ein Hauptfaktor für ein Zugehörigkeitsgefühl ist nach wissenschaftlichen Ergebnissen die soziale Akzeptanz durch Kolleginnen, Kollegen und Lehrkräfte.[77][83]

### Soziale Identitätsbedrohung
Es gibt verschiedene weitere Wege im Sozialen, wie die eigene Identität das Mitwirken in einem bestimmten Feld bedrohen kann.
- Wenn man vermutet, aufgrund der eigenen Identität im betrachteten Feld mit Diskriminierung rechnen zu müssen.[77] Dies war in der Vergangenheit für Frauen in der Physik der Fall.
- Wenn bezüglich des Felds negative Stereotype über die Gruppe vorhanden sind, der man angehört. In diesem Fall kann der Stress, die negativen Stereotype widerlegen zu müssen bzw. nicht bestätigen zu dürfen, verbunden mit einem Verantwortungsgefühl für die ganze Gruppe und einhergehenden Effekten von Besorgnis, Pessimismus und Ablenkung eine negative Auswirkung auf die Leistung haben (Stereotype Threat).[78][84][85][86]
- Wenn man das Gefühl hat, aufgrund der eigenen Identität in der Domäne nicht willkommen zu sein und nicht wertgeschätzt zu werden.[77] Dies war in der Vergangenheit für Frauen in der Physik der Fall.

### Erfolgserwartung
Im Allgemeinen schätzen Frauen ihre Erfolgschancen in MINT-Fächern pessimistischer ein als Männer. Diese Ansicht trägt zur geringeren Wahrscheinlichkeit dafür bei, dass Frauen diese Fächer wählen. Erfolgserwartungen sind aber nur einer von vielen Vorhersageparametern für die Beteiligung in MINT und haben wahrscheinlich mehr Einfluss auf die spätere Leistung, während die ursprüngliche Wahl des Fachs eher durch die Wahrnehmung der Domäne beeinflusst wird.

### Externe Entmutigung
Eine Studie von 2003 weist darauf hin, dass Lehrkräfte dazu neigen, die Leistungen von Mädchen in Physik ihrer „harten Arbeit“ zuzuschreiben, Jungen jedoch als „von Natur aus begabt“ in Physik betrachten, selbst wenn sie schlechtere Leistungen erbringen als ihre weiblichen Altersgenossen. Nach einer Studie von 2013 werden junge Frauen im Vergleich zu jungen Männern von Lehrkräften, Familie und Freunden weniger ermutigt, Physik zu studieren. Unterrepräsentierte Personengruppen wie Frauen, Arbeiterkinder und Menschen bestimmter ethnischer Minderheiten neigen dazu, weniger Vertrauen in ihre eigenen Fähigkeiten zu äußern und bezeichnen sich seltener als „gut“ in Naturwissenschaften und Mathematik, unabhängig von ihren tatsächlichen Fähigkeiten und Leistungen.

### Ressourcen
Eine Umfragestudie der International Union of Pure and Applied Physics (IUPAP) von 2009 befragte 3000 Physikerinnen und 12000 Physiker aus 130 Ländern zu Themen wie materiellen Ressourcen, Karrierechancen und Beruf und Familie. Die Forschenden des statistischen Forschungszentrums des American Institute of Physics, welches die Umfrage der IUPAP auswertete, schätzen die im Folgenden beschriebenen gefundenen Effekte, aufgrund von Konsistenz mit anderen wissenschaftlichen Ergebnissen, als echt und nicht durch Geschlechtsunterschiede in der Wahrnehmung verursacht ein, obwohl es sich um eine Umfragestudie handelt.

#### Materielle Ressourcen
Die Physikerinnen und Physiker wurden gefragt, ob sie genug der folgenden Schlüsselressourcen hätten: Finanzierung, Büroraum, Laborraum, Ausrüstung, Reisegeld, Bürokratieunterstützung, Mitarbeitende / Studierende. Die folgende Tabelle listet jeweils den Anteil der Physikerinnen und Physiker, die mit Ja geantwortet haben, aufgeteilt auf Länder mit und ohne sehr hohem Human Development Index (HDI).
|                            | Anteil der Befragten mit Zugang zu Schlüsselressourcen | Anteil der Befragten mit Zugang zu Schlüsselressourcen | Anteil der Befragten mit Zugang zu Schlüsselressourcen | Anteil der Befragten mit Zugang zu Schlüsselressourcen |
| Sehr hoher HDI             | Sehr hoher HDI                                         | Anderer HDI                                            | Anderer HDI                                            |                                                        |
| Physikerinnen [%]          | Physiker [%]                                           | Physikerinnen [%]                                      | Physiker [%]                                           |                                                        |
| -------------------------- | ------------------------------------------------------ | ------------------------------------------------------ | ------------------------------------------------------ | ------------------------------------------------------ |
| Finanzierung               | 52                                                     | 60                                                     | 34                                                     | 51                                                     |
| Büroraum                   | 72                                                     | 77                                                     | 64                                                     | 74                                                     |
| Laborraum                  | 46                                                     | 52                                                     | 42                                                     | 47                                                     |
| Ausrüstung                 | 58                                                     | 64                                                     | 42                                                     | 49                                                     |
| Reisegeld                  | 57                                                     | 64                                                     | 31                                                     | 47                                                     |
| Bürokratieunterstützung    | 30                                                     | 43                                                     | 22                                                     | 38                                                     |
| Mitarbeitende, Studierende | 33                                                     | 43                                                     | 42                                                     | 53                                                     |

Wie die Tabelle zeigt, berichteten Frauen mit einer geringeren Wahrscheinlichkeit, Zugang zu wichtigen Ressourcen zu haben, unabhängig vom HDI. Auch als man auf das Alter der Befragten und den Beschäftigungssektor (wie Universität, Regierung, Industrie etc.) kontrollierte, hatte dieser Zusammenhang Bestand.

#### Karrierechancen
Ein weiterer überprüfter Bereich waren Erfahrungen, die die Karriere voranbringen, wie auf einer Konferenz als eingeladene Referentin oder eingeladener Referent einen Vortrag gehalten zu haben oder Mitglied eines Komitees gewesen zu sein. Insgesamt wurden 11 verschiedene Erfahrungen abgefragt, von denen zunächst bei allen der Anteil der Frauen geringer war als der Anteil der Männer. Bei 4 der 11 Erfahrungen verschwand dieser Geschlechtsunterschied aber, als man nach HDI, Alter oder Beschäftigungssektor kontrollierte, da die Frauen in der Kohorte insgesamt etwas jünger waren, und es z. B. wahrscheinlicher ist, eine Erfahrung gemacht zu haben, je älter man ist. Bei 7 der 11 Erfahrungen gab es allerdings einen bestehenden Geschlechtsunterschied. Es war unwahrscheinlicher, dass die Person die Karrierechance erlebt hatte, wenn die Person eine Frau war, unabhängig von den anderen Faktoren.

#### Grund für Unterrepräsentation
Physikerinnen und Physiker mit schlechterem Zugang zu wichtigen Ressourcen und Erfahrungen berichteten, dass ihre Karriere langsamer Fortschritte machte. Dies waren tendenziell Menschen aus Ländern mit geringerem HDI und Frauen. Daher ist ein schlechterer Zugang zu Schlüsselressourcen für Frauen, ein damit verbundenes Stocken der Karriere und eine damit verbundene Frustration ein weiterer möglicher Teilgrund für die Unterrepräsentation.

### Haushalt und Familie

#### Haushalt
In den allermeisten Kulturen tragen Frauen im Allgemeinen die Hauptverantwortung für die Betreuung von Haushalt und Kindern. Frauen verbringen mehr Zeit mit unbezahlter Haushaltsarbeit als Männer. Auch die Studie der IUPAP von 2009 beschäftigte sich mit diesem Thema. Viele der Befragten berichteten, die Haushaltsarbeit gerecht aufzuteilen, doch war es auch in dieser Studie wahrscheinlicher, dass Frauen berichteten, mehr im Haushalt zu tun als ihre Partner. Dies galt sogar dann, wenn nur Haushalte betrachtet wurden, in denen die Frau mehr Geld verdiente als der Mann. Weiterhin ergab die Studie, dass Physiker eher mit einer Person verheiratet sind, die weniger oder gar kein Geld verdient als Physikerinnen. Laut den Forschenden deutet dieses Ergebnis darauf hin, dass familiäre Verpflichtungen (falls sie auftreten) eher die Karriere von Physikerinnen beeinträchtigen als die von Physikern, da es ökonomisch sinnvoller ist, dass sich diejenige Person um z. B. ein pflegebedürftiges Kind oder Familienmitglied kümmert, die weniger Geld verdient.

#### Familie
Fast doppelt so viele Physikerinnen wie Physiker berichteten, dass es ihre Arbeit signifikant beeinflusste, ein Elternteil geworden zu sein. Im Gegensatz zu Physikern, die keinen Unterschied vermeldeten, berichteten Physikerinnen, signifikant weniger anspruchsvolle Arbeit von ihren Arbeitgebenden bekommen zu haben, nachdem sie Elternteil geworden waren. Frauen mit Kindern berichteten mit einer größeren Wahrscheinlichkeit davon, dass sich ihre Karriere verlangsamte, als Frauen ohne Kinder. Bei Männern war es umgekehrt. Die Gruppe, die mit der geringsten Wahrscheinlichkeit davon berichtete, dass sich ihre Karriere verlangsamt hatte, waren Männer mit Kindern. Dieses vielleicht unintuitive Resultat sei laut den Forschenden konsistent mit dem Ergebnis einer anderen Studie, nach der männliche Fakultätsmitglieder mit Kindern am ehesten eine Festanstellung bekommen.

### Matilda-Effekt
Laut einer Studie von 2012 deuten zahlreiche Belege darauf hin, dass die wissenschaftlichen Leistungen von Frauen nicht die gleiche Anerkennung erfahren wie die von Männern. Dieser Effekt wird Matilda-Effekt genannt und beschreibt beispielsweise auch den Zusammenhang, dass historische Leistungen von Physikerinnen geleugnet und ihren männlichen Kollegen zugerechnet wurden. Als Beispiele hierfür werden Lise Meitner, Chien-Shiung Wu und Jocelyn Bell Burnell genannt.

### Liste von Physikerinnen
- Liste von Physikerinnen

### Listen von Wissenschaftlerinnen benachbarter Fachbereiche
- Liste von Mathematikerinnen
- Liste von Astronominnen
- Liste von Chemikerinnen
- Liste von Ingenieurinnen

### Liste von Nobelpreisträgerinnen
- Liste der Nobelpreisträgerinnen

### Weitere Artikel über Wissenschaftlerinnen
- Frauen in der Wissenschaft
- Frauen in der Informatik

### Artikel über gesellschaftliche Zusammenhänge
- Frauenbewegung
- Androzentrismus